# شهرستان یانگچنگ
شهرستان یانگچنگ (به لاتین: Yangcheng County) یک شهرستان‌های جمهوری خلق چین در چین است که در جینچن واقع شده‌است.